# Museo delle arti di palazzo Bandera
Il Museo delle Arti di Palazzo Bandera è un museo privato aperto al pubblico e sito a Busto Arsizio. Ospita una mostra permanente con circa 100 opere tra sculture, disegni e incisioni, realizzate dal 1938 al 1991 dall'artista Carlo Paganini. Accoglie, inoltre, mostre temporanee e laboratori didattici.
Il museo occupa 3500 m² di superficie coperta e dispone di 20 sale espositive, una sala conferenze e spazi per le attività didattiche.
Secondo lo statuto, la fondazione che gestisce il museo (Fondazione Bandera per l'Arte) ha lo scopo di "attuare iniziative di rilevante interesse artistico e culturale, quali l'attività di studio, ricerca e documentazione, volta all'acquisto, manutenzione, protezione o restauro di beni artistici". 